# P-hacking
p-hacking – błędy metodologiczne, jakich dopuszczają się badacze łamiący założenia przyjętego podejścia wnioskowania statystycznego, szczególnie w obszarze weryfikacji hipotez statystycznych, kierując się nadmierną motywacją uzyskania wyniku istotnego statystycznie, ze szkodą dla faktycznej wartości naukowej badań. Polega to na łamaniu założeń używanych modeli statystycznych, w tym stosowaniu niezależnych prób losowych, oraz na popełnianiu błędów logicznych.
Przykłady błędów typu p-hacking to:
| Nadużycie metodologiczne | Prawidłowe podejście |
| --- | --- |
| Data fishing, HARKing – wykonywanie niezaplanowanych porównań, w poszukiwaniu różnic istotnych statystycznie, i przedstawianie ich jako zaplanowanej weryfikacji hipotez | Badania eksploracyjne powinny być przedstawiane jako takie, a nie jako z góry zaplanowana weryfikacja hipotez. |
| Cherry picking – wybiórcze przedstawianie jedynie podzbioru porównań, które osiągnęły istotność statystyczną                                                             | Aby publikacje rzeczywiście prezentowały nominalny poziom ryzyka błędu I i II rodzaju należy przedstawić wyniki wszystkich wykonanych testów. |
| Problem porównań wielokrotnych – wykonywanie wielu testów tej samej rodziny hipotez na tych samych danych, bez stosowania na to żadnej poprawki                          | W przypadku wykonywania wielu testów hipotezy na tych samych danych, należy uwzględnić problem porównań wielokrotnych i zastosować np. poprawkę Holma-Bonferroniego. |
| Podglądanie wyników – obserwacja wyników w trakcie zbierania danych i przedwczesne przerywanie badania, gdy tylko uzyska się istotność statystyczną                      | Jeśli badanie jest kosztowne, można rozważyć wykorzystanie technik analizy sekwencyjnej, pozwalającej na etapowe testowanie danych w trakcie ich zbierania, i przerwanie badania gdy tylko zostanie uzyskana istotność statystyczna, w sposób kontrolujący błędy I rodzaju. |

Jedną z metod przeciwdziałania takiemu zjawisku jest prerejestracja planów badawczych, dającą gwarancję, że zaplanowana struktura analiz była przestrzegana, oraz częstsze wykonywanie replikacji badań. Wicherts i inni zaproponowali listę kontrolną wyliczającą 34 błędy badawcze, których należy unikać. 
Narzędzia metaanalityczne pomagające wykryć p-hacking to między innymi wykresy lejkowe i krzywa p. Wykryto dzięki nim pewną ilość nadużyć w badaniach, na przykład w obszarze psychologii społecznej. Przeglądy publikacji wskazują, że p-hacking jest często spotykany, jednak możliwe że nie ma poważnego wpływu np. na metaanalizy. Przykładowo, w jednym z badań ankietowych do niezaplanowanego podglądania danych i przerywania badań przyznało się 55% z około 2000 naukowców. Przeglądy zademonstrowały występowanie problemów tego typu między innymi w biznesowych badaniach A/B w informatyce, w ekologii behawioralnej, i w quasi-eksperymentach ekonomii.